# Bielistka siwa

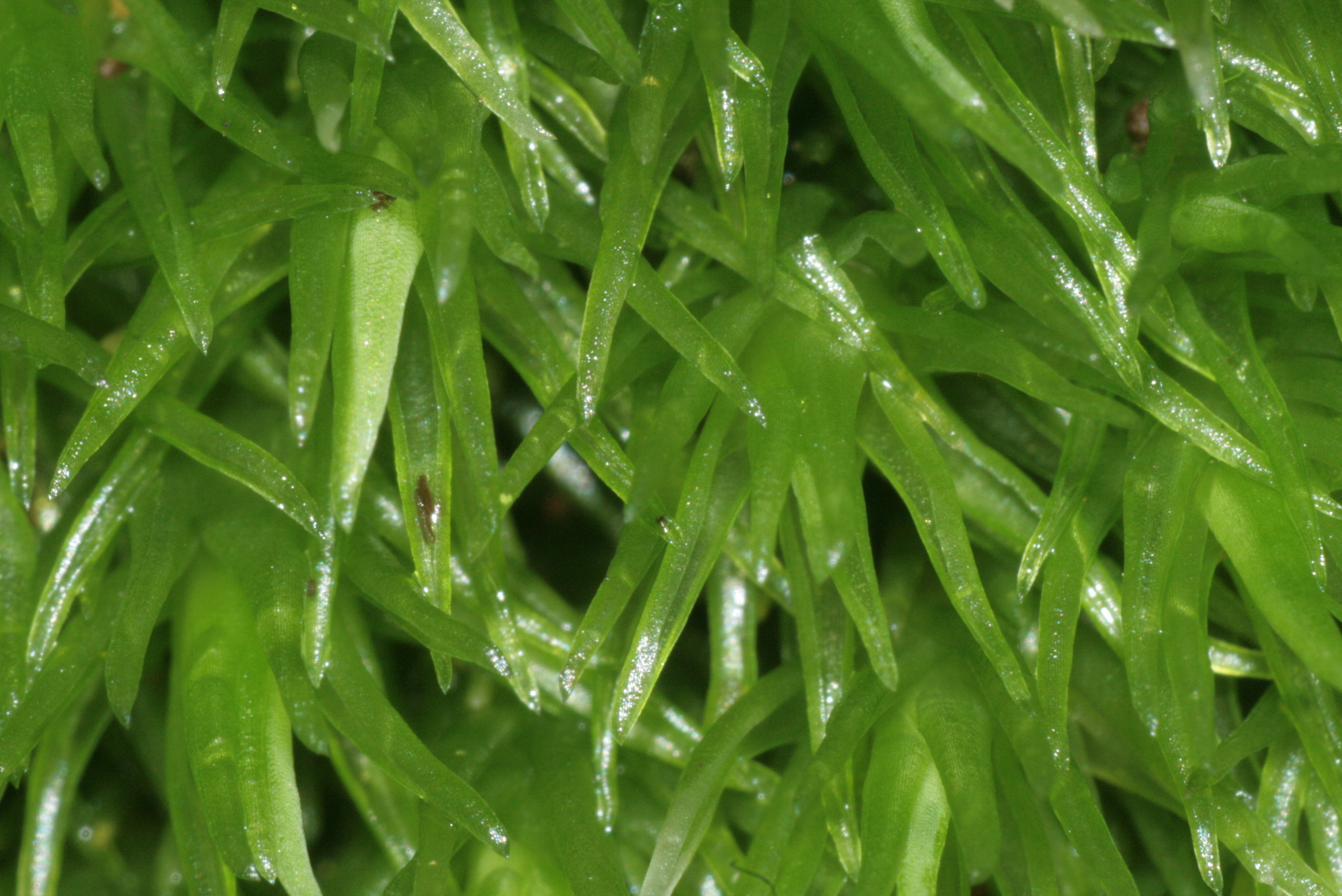

Bielistka siwa (Leucobryum glaucum) – gatunek mchu z rodziny widłozębowatych. Gatunek rozpowszechniony w Polsce.

## Morfologia
PokrójWystępuje w postaci dużych, często wysokich poduszkowatych skupisk, w sprzyjających warunkach dorastających do 1 metra średnicy.
GametofitKrótki, dorastający od 1 do 12,5 cm długości, widlasto rozgałęziony i gęsto ulistniony. Listki wzniesione, około 3–9 mm długości, lancetowate.
SporofitOkoło 8–18 mm długości, czerwonawy. Puszka silnie zagięta, długości 1,5–2 mm. Wieczko długości 1,5-2 mm, czerwone lub czerwonobrązowe, perystom ciemnoczerwony.

## Biologia i ekologia
Pospolita w całym kraju, występuje w podmokłych lasach, głównie iglastych, na wilgotnych łąkach, skałach oraz wrzosowiskach. Gatunek wyróżniający zespołu leśnego Leucobryo-Pinetum.

## Ochrona
Roślina objęta częściową ochroną na terenie Polski na podstawie Rozporządzenia Ministra Środowiska z dnia 9 października 2014 r. w sprawie ochrony gatunkowej roślin. Jej obecność w dużych ilościach może świadczyć o postępującej degradacji podłoża.